# Dolichosomastis
Dolichosomastis is een geslacht van vlinders van de familie spinneruilen (Erebidae), uit de onderfamilie Calpinae.

## Soorten
- D. archadia Stoll, 1790
- D. dorsilinea Dyar, 1910
- D. hannibal Schaus, 1914
- D. leucogrammica Hampson, 1924